# حمد بن عبد الله المانع
حمد عبد الله المانع الزيد العلي من القرشة من بني خالد  (ولد في مدينة سكاكا في منطقة الجوف عام 1955م- ) طبيب سعودي، شغل منصب وزير الصحة السعودي من 31 يناير 2003 إلى عام 2009م. 

## مؤهلاته العلمية
- دكتوراه في طب وجراحة الأنف والأذن والحنجرة من جامعة هايدل بيرج في ألمانيا الاتحادية عام 1994م.[3]
- ماجستير طب وجراحة الأنف والحنجرة جامعة هايدل بيرج، ألمانيا الاتحادية.
- بكالوريس الطب والجراحة من كلية الطب في جامعة القاهرة عام 1984م.
- شهادة من جامعة الملك سعود بقضاء فترة الامتياز مدة سنة واحدة من 1985 إلى عام 1986م.[1]

## خبراته العملية
- وزير الصحة من عام 1424هـ - 1430هـ.
- مدير عام الشؤون الصحية بمنطقة الرياض من عام 1421هـ إلى تاريخ تعيينه وزيراً للصحة.
- نائب مدير عام مستشفى الرياض المركزي عام 1987م.
- نائب رئيس المجلس الطبي
- مدير إدارة الرخص الطبية والصيدلية في الشؤون الصحية
- مساعد مدير عام الشؤون الصحية لشؤون المستشفيات
- طبيب مقيم في كل من: مستشفى الرياض المركزي، ومستشفى الملك فيصل التخصصي، ومستشفى الملك عبد العزيز الجامعي.
- أخصائي أنف وحنجرة مجمع الرياض الطبي
- عضو نقابة أطباء ألمانيا الاتحادية
- استشاري أنف وحنجرة في مجمع الرياض الطبي.
- تمثيل المملكة في منظمة الصحة العالمية لشرق حوض المتوسط.

## الدورات التدريبية
- دورة في الطب العام من جامعة الملك سعود
- دورة في إنعاش القلبي الرئوي كلية الطب جامعة الملك سعود
- دورة في علاج عظمة الركاب (الأذن الوسطى) جامعة فسيبورج، ألمانيا الاتحادية
- دورة في جراحة القوقعة (الأذن الداخلية) جامعة فسيبورج، ألمانيا الاتحادية
- دورة عن جراحة الأذن الداخلية والوسطى جامعة فسيبورج، ألمانيا الاتحادية
- دورة عن الحساسية في الانف في مدينة أوس بيرج، ألمانيا الاتحادية
- دورة عن الحساسية ذات العلاقة في مجال الانف والحنجرة في مدينة آخن، ألمانيا الاتحادية
- دورة تشخيص الأمراض الجيوب بواسطة الأشعة فوق الصوتية جامعة ماينتس، ألمانيا الاتحادية
- دورة جراحة الجيوب الانفية بواسطة المناظير والماكوسكوب جامعة ماينز، ألمانيا الاتحادية
- دورة عن الجراحة الحديثة في مجال الانف والحنجرة وجراحة العنق والرقبة في مستشفى الملك فهد
- يتحدث الإنجليزية - الألمانية.

## العائلة
متزوج وله 4 ذكور و2 بنات، وزوجته هياء إبراهيم العبد الله الملحم.

## الإصدارات
كتاب (لكم وللتاريخ.. سيرة وزارية صريحة) صدر عام 2014.

## روابط خارجية
الوزير المانع يترافع لكم..وللتاريخ!
#في_الصميم د. #حمد_المانع | الحلقة 24 #روتانا_خليجية